# Amarna-Brief EA 288

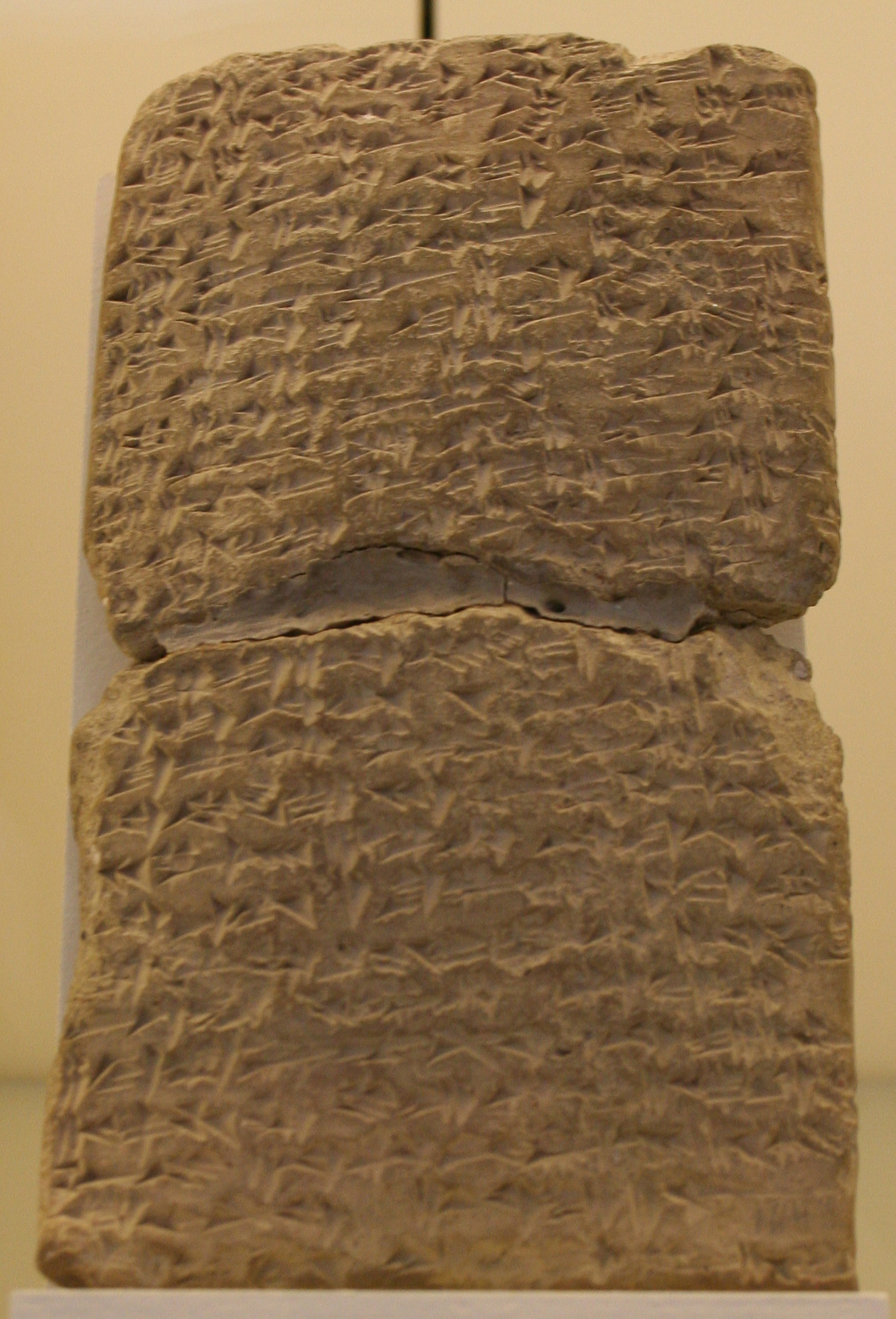
Amarna-Brief EA 288, von Abdi-Hepaṭ dem König von Jerusalem.

Amarna-Brief EA 288 ist ein Brief des Abdi-Hepaṭ, des Königs von Jerusalem an den Pharao. Er ist in akkadischer Keilschrift auf einer Tontafel geschrieben und gehört zu den Amarna-Briefen aus dem Palastarchiv des Pharao Echnaton. Dieses befand sich in dessen neu gegründeter Hauptstadt Achet-Aton („Horizont des Aton“), dem heutigen Tell el-Amarna.

## Akkadischer Text
Vorderseite:

1. [a-n]a mšarri(LUGAL)ri bêli(EN)-ia dša[mš]i(UTU)[-ia q]í[-bi-ma]

2. um-ma mabdi(ÁRAD)-ḫi-ba ardu(ÁRAD)-ka-ma

3. a-na 2(m) šêpē(GÌRImeš) šarri(LUGAL) bêl(EN)-ia 7(m)-ta-a-an

4. ù 7(m)-ta-a-an am-qut-mi

5. a-mur šarri(LUGAL)ri bêli(EN)-ia ša-ka-an

6. šùm-šu a-na mu-ṣi dšamši(UTU)ši

7. ù ir-bi dšamši(UTU)ši ḫa-an-pa

8. ša iḫ-nu-pu a-na mu-ḫi-ia

9. a-mur a-na-ku la-a lúḫa-zi-a-nu

10. lúú-e-ú <a-na-ku> a-na šarri(LUGAL)ri bêli(EN)-ia

11. a-mur a-na-ku lúruì šarri(LUGAL)ri

12. ù ú-bi-il bilat(GUN) šarri(LUGAL)ri a-na-ku

13. ia-a-nu-mi lúad-da-a-ni ia-a-nu-mi

14. munusum-mi-ia zu-ru-uḫ šarri(LUGAL)ri dannu(KAL.GA)

15. [š]a-ak-n[a-an-ni] i-na bît(É) lúad-da-[a-ni]

16. [...]

17. [k]a-ša-ad a-na mu-ḫi-ia qa-a [...]

18. na-ad-na-ti 1(u) lúardūti(ÁRADmeš)[ a-na q]a-[t]i-[šu]

19. mšu-ú-ta lúrabiṣ(MÁŠKIM) šarri(LUGAL)ri ka-š[a-ad]

20. [a]-na mu-ḫi-ia 2(u) 1(m) munusmârāti(DUMU.MUNUSmeš)

21. 1(géš) 2(u) lú.meša-ší-ri na-ad-na-ti

22. [a]-na qa-ti mšu-ú-ta qîšat(NÍG.BA) šarri(LUGAL) bêli(EN)-ia

23. li-im-li-ik-mi šarri(LUGAL)ri a-na mâti(KUR)-šu

24. ḫal-qà-at mât(KUR) šarri(LUGAL)ri gáb-ba-ša

25. ṣa-ba-ta-ni nu-kúr-tú a-na ia-a-ši

26. a-di mâtāti(KURḫi.a) še-e-riki a-di alu(IRI) gín-ti-ki-ir-mi-il

27. šal-mu a-na gáb-bi lú.mešḫa-zi-a-nu-ti

28. ù nu-kur-tú a-na ia-a-ši

29. ip-ša-ti e-nu-ma lúḫa-pí-ri

30. ù la-a a-mar 2(m) înā(IGImeš) šarri(LUGAL)

31. bêli(EN)-ia ki-i nu-kúr-tú

Rückseite:

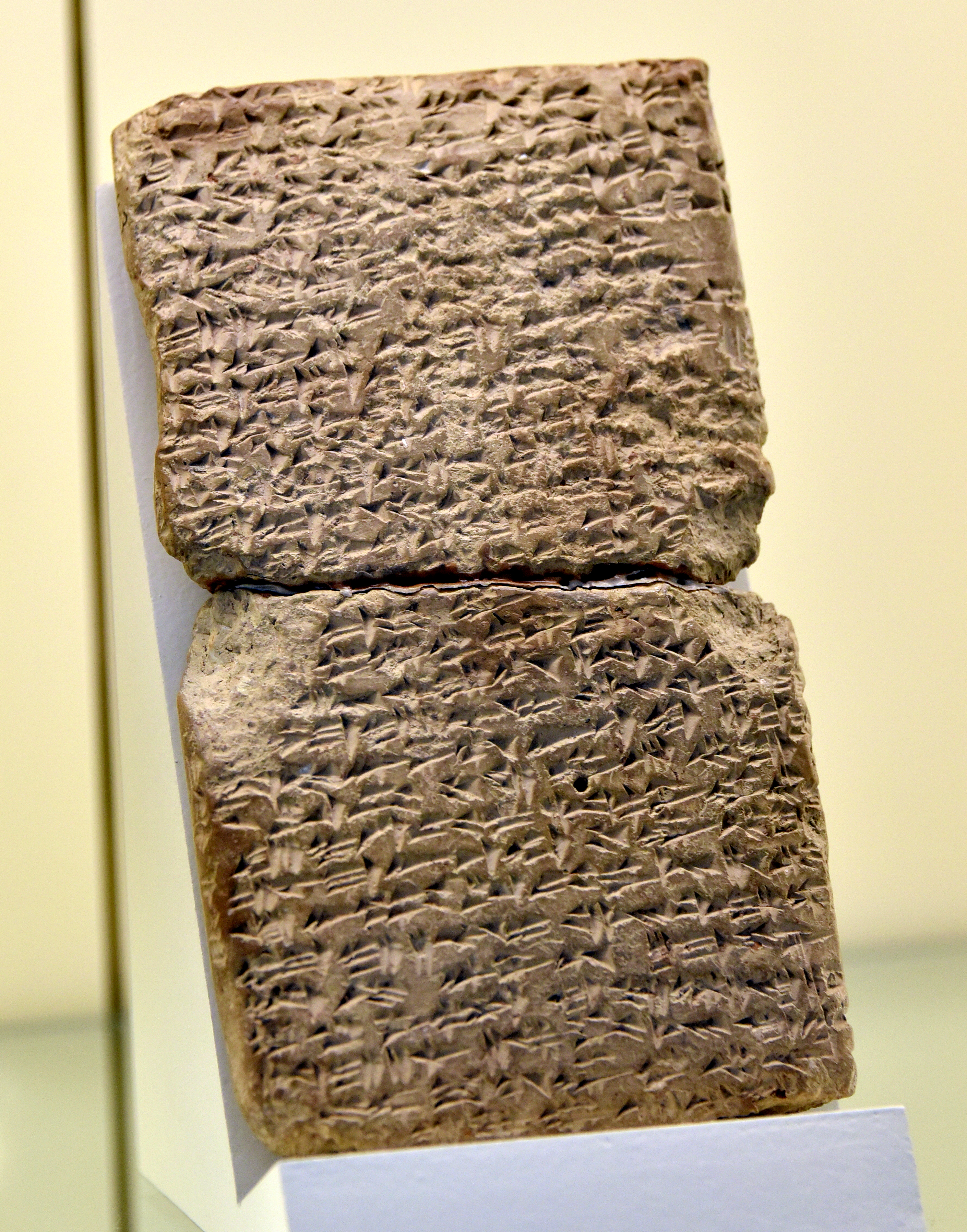
EA 288, Reverse, (Rückseite)

32. a-na muḫḫi(UGU)ḫi-ia ša-ak-na-ti

33. e-nu-ma gešelippa(MÁ) i-na lìb-bi tâmti(A.AB.BA)

34. qât(ŠU) zu-ru-uḫ šarri(LUGAL) dannatu(KAL.GA)

35. ti-li-iq-qí kurna-aḫ-ri-maki

36. ù kurka-<pa-si>ki x ka-a-siki ù i-na-an-na

37. alāni(IRI.DIDLIḫi.a) šarri(LUGAL)ri

38. ti-le-qé-ú lú.mešḫa-pí-ru

39. ia-a-nu-mi 1(m)-en lúḫa-zi-a-nu

40. a-na šarri(LUGAL)ri bêli(EN)-ia ḫal-qu gáb-bu

41. a-mur mtu-ur-ba-zu gaz(GAZ) d[e4-k]a

42. i-na abul(KÁ.GAL) alu(IRI) sí-lu-úki qa-al šarru(LUGAL)ru

43. a-mur mzi-im-ri-da alu(IRI) la-ki-siki

44. ig-gi-ú-šu ardūtu(ÁRADmeš) ip-šu a-na lú.mešḫa-pí-ri

45. mia-ap-ti-iḫ-dadda(IŠKUR) gaz(GAZ) te-k[a]

46. [i-n]a abul(KÁ.GAL) alu(IRI) zi-lu-ú ka-al

47. [a-mi]-nim [l]a-a i-ša-al-šu[-nu šarru(LUGAL)ru]

48. [ù li]-is-kín šarru(LUGAL)[ru a-na mâti(KUR)-šu]

49. [ù l]i-din šarru(LUGAL)ru pa-ni-šu ù [lu-ṣi-m]i

50. [amêlūtu(LÚmeš] ṣâbē(ÉRINmeš) pi-ṭa-ti a-na mâti(KUR)-š[u]

51. [ù] šum-ma ia-a-nu-mi ṣâbē(ÉRINmeš) pi-ṭa-tu4

52. i-na šatti(MU) an-ni-ti ḫal-qa-at a-ba-da-at

53. gáb-bi mâtat(KURḫi.a) šarri(LUGAL)ri bêli(EN)-ia

54. la-a i-qa-bi-ú a-na pa-ni šarri(LUGAL) bêli(EN)-ia

55. e-nu-ma ḫal-qa-at mât(KUR) šarri(LUGAL) bêli(EN)-ia

56. ù ḫal-qu gáb-bi lú.mešḫa-zi-a-nu-ti

57. šum-ma ia-a-nu-mi ṣâbē(ÈRINmeš) pi-ṭa-tu4

58. i-na šatti(MU) an-ni-ti lu-ma-še-er

59. šarru(LUGAL)ru lúrabiṣa(MÁŠKIM) ù li-il-qé-a-ni

60. a-na ia-a-ši a-di aḫē(ŠEŠmeš) ù Ba.Bad(BA.ÚŠ)

61. ni-mu-tu4 it-ti šarru(LUGAL)ru bêli(EN)-nu

62. [a-na] lútúp-šar(DUB.SAR) šarri(LUGAL)ri bêli(EN)-ia

63. [um-ma] mabdi(ÁRAD)-ḫi-ba ardu(ÁRAD)-ma a-na 2(m) šêp[ē](GÌRImeš)

64. [am-q]ut-mi še-ri-ib a-wa-ta5meš

65. [b]a-na-ti a-na šarri(LUGAL)r[i]

66. [danniš(MA.GAL) lú]ardu(ÁRAD)-[ka ù l]úmâru(DUMU)-ka a-na-ku

## Übersetzung
Vorderseite:

1. [Z]u dem König, meinem Herrn, meiner Sonne, [hat g]e[sprochen]

2. also Abdiḫiba, dein Diener:

3. Zu den 2 Füßen des Königs, meines Herrn, fiel ich 7mal

4. und 7mal nieder.

5. Siehe, der König, mein Herr, hat gesetzt

6. seinen Namen am Aufgang der Sonne

7. und Untergang der Sonne. (Siehe) die Ruchlosigkeit,

8. die sie gegen mich verübt haben.

9. Siehe, ich bin nicht ein Regent;

10. ein Offizier bin ich dem König, meinem Herrn.

11. Siehe, ich bin ein Hirt des Königs,

12. und einer, der denn Tribut des Königs trägt, bin ich.

13. Nicht mein Vater, nicht

14. meine Mutter, (sondern) die mächtige Hand des Königs

15. [hat mich] geset[zt] im Haus [meines] V[a]te[r]s

16. [...]

17. [k]am zu mir an [...]

18. Ich gab 10 Diener [in die H]a[n]d.

19. Šuta, der Vorsteher des Königs, ka[m an]

20. zu mir. 21 Mädchen

21. (und) [8]0 [...]-Leute gab ich

22. in die Hand Šutas als Geschenk für den König, meinen Herrn.

23. Es sorge der König für sein Land!

24. Verloren geht das Land des Königs. Das ganze

25. nimmt man mir; Feindschaft ist mir.

26. Bis nach den Ländern Šeeri (und) bis nach Gintikirmil

27. vergehen sie (die Länder) allen Regenten,

28. und mir ist Feindschaft.

29. Ich habe zu einer Zeit einen [...] herbeigeschafft,

30. und nicht sehe (oder: sah) ich die 2 Augen des Königs,

31. meines Herrn; denn Feindschaft

Rückseite:

32. bedrückt mich. Ich habe zu einer anderen

33. Zeit gesetzt ein Schiff auf das Meer,

34. (und) die mächtige Hand (zuruḫ) des Königs

35. nahm Naḫrima

36. und Kapasi. Jetzt aber

37. nehmen die Ḫabiru

38. die Städte des Königs.

39. Es bleibt kein Regent

40. dem König, meinem Herrn; alle gehen verloren.

41. Siehe, Turbazu [i]s[t getö]tet

42. im Stadttor vonn Zilû; es hielt sich zurück der König.

43. Siehe, Zimrida von Lakis,

44. ihn haben Diener geopfert, welche sich angeschlossen haben den [Ḫ]a[b]i[r]u

45. Iaptiḫ-Adda ist getötet

46. [i]m Stadttor von Zilû; es hielt sich zurück

47. [gegenüber ...] (und) [n]icht zog si[e] zur Rechenschaft [der König]

48. [So s]orge der König [für sein Land,]

49. [und es ri]chte der König sein Antlitz

50. [auf] Feldtruppen für das Land des T[ributs]!

51. [De]n[n] wenn Feldtruppen nicht da sind

52. in diesem Jahr, so gehen verloren (abadat)

53. alle Länder des Königs, meines Herrn.

54. Man möge nicht sagen vor dem König, meinem Herrn,

55. dass das Land des Königs, meines Herrn, verloren gegangen ist,

56. und alle Regenten verloren gegangen sind.

57. Wenn Feldtruppen nicht da sind

58. in diesem Jahr, so sende

59. der König einen Vorsteher, damit er mich hole

60. zu mir (oder: für sich / zu dir) samt Brüdern, und wir

61. sterben bei dem König, unserem Herrn!

62. [Zu d]em Tafelschreiber des Königs, meines Herrn,

63. [(sprach) also] Abdiḫiba, der Diener: Zu den 2 Füß[en]

64. [fiel ich ni]eder. Bringe Worte,

65. [s]chöne, hinein zu dem König!

66. [In hohem Grade dein] Diener [und] dein Sohn bin ich.